# Leptosiaphos blochmanni
Leptosiaphos blochmanni är en ödleart som beskrevs av  Gustav Tornier 1903. Leptosiaphos blochmanni ingår i släktet Leptosiaphos och familjen skinkar. Inga underarter finns listade i Catalogue of Life.